# 히카리정 (지바현)
히카리정(光町)은 지바현 소사군에 있던 정이다. 2006년 3월 27일, 산부군 요코시바정과 합병해 요코시바히카리정이 성립하였다. 산부군 요코시바히카리정의 일부이다.

## 지리
지바현의 태평양 쪽, 구주쿠리 평야의 중앙에서 약간 동쪽에 위치한다.마을의 북부는 고도가 높은 곳도 있지만 기복이 크지 않다. 마을 중심부는 옆의 산부군 요코시바정과 거의 연속되어 있다.

## 역사
- 1953년 5월 18일 - 국도 제128호선이 제정되었다.
- 1954년 5월 3일 - 소사군 난조촌, 도요촌, 시라하마촌, 히요시촌의 4촌이 합병해 히카리정이 탄생하였다.
- 2006년 3월 27일 - 산부군 요코시바정과 합병해 산부군 요코시바히카리정이 성립하였다.

## 교통

### 철도
동일본 여객철도 소부 본선이 정역을 지나지만 역은 없다. 가장 가까운 역은 요코시바역과 이구라역이다.

### 도로
일반국도
- 국도 제126호선

주요 지방도
- 지바현도 제30호선
- 지바현도 제45호선
- 지바현도 제49호선

도도부현도
- 지바현도 제108호선
- 지바현도 제109호선
- 지바현도 제122호선